# Teodor Dydyński

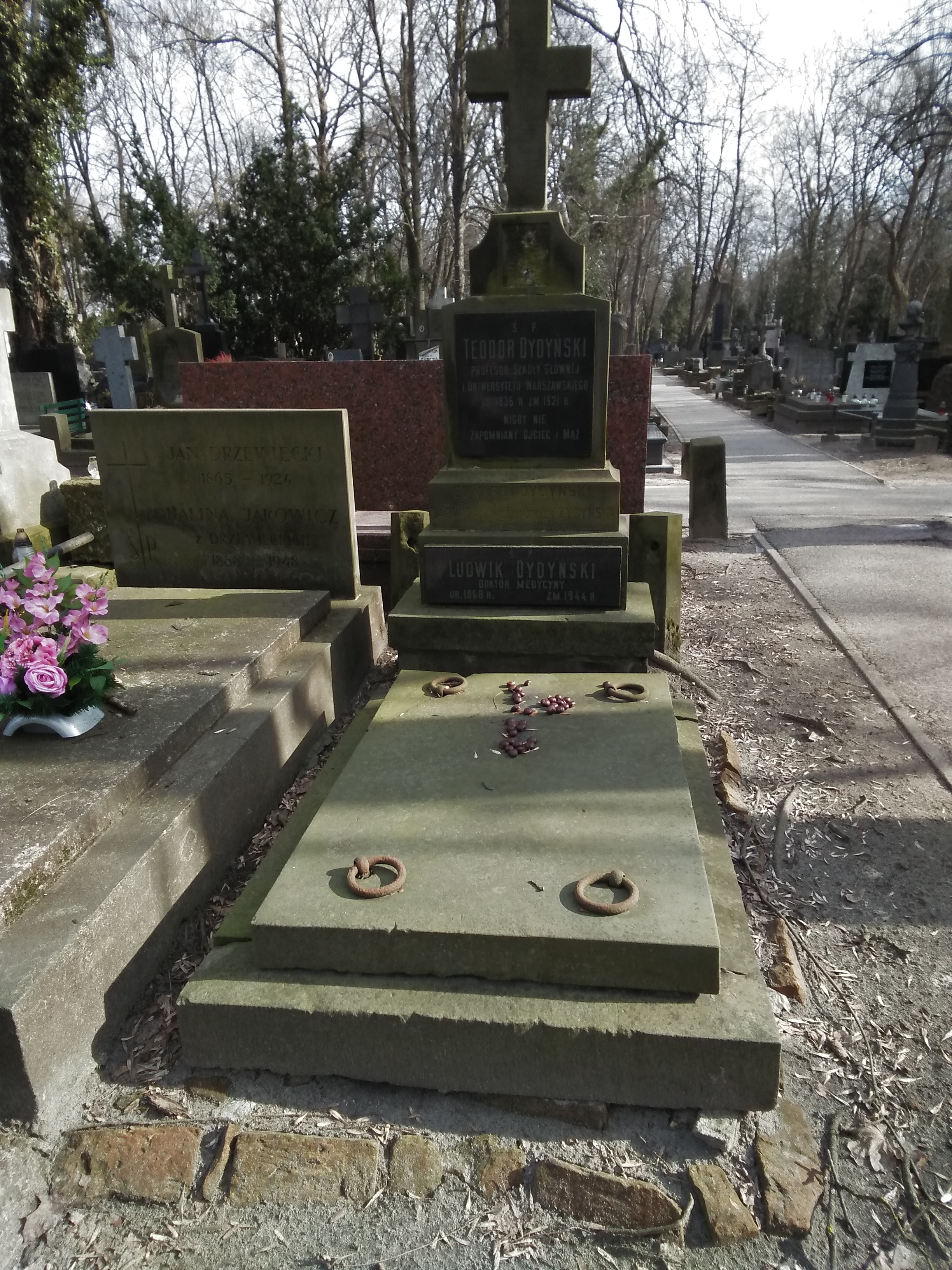
Grób Teodora Dydyńskiego na cmentarzu Powązkowskim

Teodor Dydyński (ur. 31 marca 1836 w Bydgoszczy, zm. 5 września 1921 w Warszawie) – polski prawnik, profesor Szkoły Głównej Warszawskiej i Cesarskiego Uniwersytetu Warszawskiego, prezes Towarzystwa Naukowego Warszawskiego.

## Życiorys
Pochodził z zubożałej rodziny szlacheckiej herbu Gozdawa, był synem Maksymiliana (urzędnika sądowego) i Barbary z Doręgowskich. Jego bratem był Józef Dydyński. Uczęszczał do szkoły powszechnej w Bydgoszczy i Gimnazjum w Trzemesznie, następnie studiował historię, prawo i historię literatury na Uniwersytecie Wrocławskim (1856–1858) oraz prawo na uniwersytetach w Berlinie (1858–1860) i Heidelbergu (1860–1864). Na uniwersytecie w Heidelbergu obronił w 1864 doktorat praw po przedstawieniu pracy Die roemische Servitutrnlehre; podjął pracę jako referendariusz sądu apelacyjnego we Włocławku. W 1865 habilitował się w zakresie prawa rzymskiego w Szkole Głównej Warszawskiej (praca Rzecz o różnicy między zastawem a hypoteką według prawa rzymskiego) i został docentem w Katedrze Prawa Rzymskiego; w 1867 otrzymał nominację na profesora nadzwyczajnego. Po przekształceniu Szkoły Głównej Warszawskiej w Uniwersytet Warszawski (1869) został kierownikiem Katedry Prawa Rzymskiego, a w 1883 profesorem zwyczajnym; prowadził wykłady z prawa rzymskiego i prawodawstw krajów nadbałtyckich. W 1872 na podstawie pracy Załog po rimskom prawu został doktorem praw uniwersytetu w Petersburgu. Lata I wojny światowej spędził częściowo w Niemczech (1914), następnie w rosyjskiej guberni mohylewskiej (1914–1919). W 1919 powrócił do Warszawy i został profesorem honorowym UW. Pochowany został na cmentarzu Powązkowskim (kwatera Y-II-17).
W 1907 był w gronie członków założycieli Towarzystwa Naukowego Warszawskiego. W latach 1910–1911 zasiadał w Zarządzie towarzystwa, a 1913–1916 był jego prezesem. Miał opinię dobrego mówcy, w życiu prywatnym człowieka oschłego, samotnika, dystansującego się od studentów.
W pracy naukowej zajmował się prawem rzymskim oraz starożytną historią gospodarczą. Przedstawił stosunki agrarne w Rzymie od czasów najdawniejszych do epoki cesarstwa (O prawie rolnem w starożytnem Rzymie, 1881). Analizował działalność prawną cesarza Hadriana (Imperator Adrian. Istoriko-juridiczeskoje izsledowanie, 1896); przygotował wykaz rękopisów instytucji justyniańskich, znajdujących się w bibliotekach europejskich, czym umożliwił krytyczne wydanie tych źródeł, a także odnalazł cztery rękopisy instytucji justyniańskich w zbiorach polskich. Przygotował przekład pracy Instytucje Gajusza (1865–1867, 2 tomy), wykazał, że Gajus był prawnikiem rzymskim, nie prowincjonalnym. Niektóre inne prace:
- Zasady prawa rzymskiego (1876)
- Słownik łacińsko-polski do źródeł prawa rzymskiego (1883)[3]
- Historia źródeł prawa rzymskiego (1904)[4]